# Парижки катакомби
Парижките катакомби, или Катакомбите на Париж, са световноизвестни катакомби (терминът обаче е използван неправилно за означаване на костница – място, където са складирани човешки скелети).
Намират се на юг от бившата градска порта („Адската порта“ на днешния площад „Place Denfert-Rochereau“). Костниците съдържат останките на около 6 милиона души и изпълват обновена секция от пещери и тунели, които са останки от каменни кариери. Това им дава репутацията на „най-голямото гробище в света“.
Отворено в края на 18 век, подземното гробище става малък туристически обект в началото на XIX век, отворен за посещения от 1874 г. След инцидент на вандализъм катакомбите са затворени през септември 2009 г. и са отворени отново на 19 декември същата година.
Катакомбите са сред 14-те музеи в града, които са обединени от 1 януари 2013 г. в обществената институция „Парижки музеи“. Официалното име на катакомбите е „Обществените костници“. Макар че това гробище покрива малка част от подземните тунели, които обхващат „les carrières de Paris“ („кариерите на Париж“), днешните парижани често наричат подземната мрежа просто „катакомбите“.
Днес съществуването на катакомбите е застрашено, главно поради наличието на подземни води. В каменоломна под земята е открит секретен немски бункер от Втората световна война, а само на 500 метра от него се е намирал главният щаб на водачите на Съпротивата.

## История

### Парижки гробища
Най-ранните погребални зони на Париж (още от римския период) са били в южните покрайнини по левия бряг. В руините след паданато на Римската империя през 5-и век и непрестанните набези на франките, парижани изоставят това селище и се пренасят на блатистия десен бряг: първото известно селище там е от 4-ти век и е било на висока земя покрай църквата Сан тиен и нейното гробище (днес зад Hôtel de Ville), а селищното изграждане на десния бряг започва след като други църковни владения изпълват блатата към края на 10-и век. Така, вместо да погребват мъртвите далеч от населени места, десният бряг на Париж започва живота си с гробища в самия център.
Най-централното от тези гробища, положено покрай църквата Нотр Дам де Бон Нувель, (на фр. Notr-Dam-De-Bonne-Nuvell), става собственост на енорията Сан Опуртюн, след като първата църква е унищожена от нормандски инвазии през 9-и век. Когато става собствена енория под църквата Saints Innocents от 1130 г., това гробище, изпълващо земята между днешните улици Rue Saint-Denis, Rue de la Ferronnerie, Rue de la Lingerie и Rue Berger, става основното гробище на града.
В края на същия век Saints Innocents е в съседство с парижките търг. хали и е вече препълнено. За да направят място за още погребения, костите на отдавна умрелите са изровени и положени по покривите и стените на костниците, построени от вътрешната страна на гробищните стени. В края на 19-и век централното гробище е двуметрова могила, изпълнена с парижани от безброй векове, били те починали от зараза, глад или войни, заедно с останките от болница Hôtel-Dieu и моргата. Другите парижки енории също имали свои собствени гробища, но състоянието на Les Innocents било най-окаяно.
Серия от неефикасни укази, ограничаващи гробището, вършат съвсем малко, за да поправят ситуацията и в края на 18-и век е решено да се изградят три големи извънградски гробища, за да се премахнат всички съществуващи енорийски гробища в града.

### Бившите мини на Париж
Лявото крайбрежие се намира върху богати залежи от варовик. От този камък е построена голяма част от града, но строителният материал е добиван от извън населените места. Заради хаотичните изкопни работи след 12-и век, изразяващи се в изкопаването на хоризонтални тунели до залежите, много от тези (често незаконни) мини не били картографирани и след изчерпването им изоставени и забравени. Париж се разраства през вековете и през 18-и век много от кварталите са присъединени бивши миньорски територии.
За тунелите под левия бряг архитектите разбират чак в началото на 17-и век, когато е построена болницата Val-de-Grâce (основите ѝ потънали), но серия от пропадания, започващи от 1774 г. със сриването на къща на Rue d’Enfer (близо до днешния кръстопът на авеню Denfert-Rochereau и булевард „Сан Мишел“), кара крал Луи XVI да назначи комисия, която да разследва състоянието на парижките подземия. Така създава инспекторатът Générale des Carrières (Минна инспекция).

### Създаване, подновяване
Решението да се премахне Les Innocents е издадено на 30 май 1780 г., когато стена в мазе, свързано с гробището, поддава под тежестта на масов гроб. Гробището е затворено за хората и всички погребения „intra muros“ (т.е. „откъм вътрешна страна на градските стени“) са забранени, но проблемът какво да се прави с гробищата, останал.
По онова време все още протичали минни консолидации и подземията, в района на срива от 1777 г., били използвани като пасажи при извършването на проверки на здравината на земята и улиците над тях. Реновацията на мините и гробищните тунели била въпрос в юрисдикцията на полицейския префект, по онова време – полицай-лейтенант-генерал Александър Леноар, и тъй като е бил участник в създаването на инспектората, изцяло е подкрепял идеята да се преместят мъртвите в новореновираните подземни проходи, които съществували от 1782 г. След като се решава допълнително да се реновират тунелите на Tombe-Issoire за бъдещата им роля на подземна крипта, идеята станала закон в края на 1785 г.
Изкопан е кладенец в заградения имот над един от главните подземни проходи, за да се изровят неизкопаните останки от Les Innocents и имотът е превърнат в подобие на музей за всички бюстове, скулптори и други артефакти, спасени от бившето гробище. Започвайки с церемония по откриване на 7 април същата година, пътят между Les Innocets и Clos de la Tombe-Issoire се превръща в катанощна процесия от загърнати вагони в черен плат, носещи милионите мъртви парижани. Нужни са 2 години, за да се преместят гробищата.
Катакомбите в началните им години са пълни с разхвърляни кости, но Луи Етиен Ерикар де Тури, глава на парижкия инспекторат от 1810 г., подновява реновациите, които ще трансформират тунелите във впечатляващ мавзолей. Той не само насочва подреждането на черепи и бедрени кости по начина, по който са изложени и днес, но и използва намерени гробищни декорации (преди съхранявани в Tombe-Issoire, от където много изчезват след Френската революция), които да декорират стените от кости. Също е създадена зала, посветена на множество минерали, открити под Париж и друга, показваща различни деформирани скелети, открити през създаването и подновяването на катакомбите. Дьо Тюри също е добавил монументални плочи и арковидни пасажи, носещи предупреждения, описания или поетична произведения за естеството на костницата. Заради безопасността на бъдещите посетители, костницата е заградена от останалата част на вече широката мрежа от подземни тунели на левия бряг.

### Посещаване на катакомбите
Катакомбите на Париж предизвикват интерес сред по-привилегированите парижани още със създаването си, като първият значим посетител е графът на Артоа (по-късно крал Шарл X) през 1787 г. Първите известни публични посещения започват след реновацията на подземията и войната от 1814 – 1815 г. Първо е позволен достъпът само няколко пъти в година с позволението на Минната инспекция, после зачестяват посещенията с гид. Напливът от безскрупулни посетители деградира костницата дотам, че през 1830 г. е въведен пропускателен режим, а катакомбите са затворени изцяло през 1833 г., заради противопоставянето на църквата, която не иска да бъдат излагани на показ „свещени“ кости. От 1850 г. е отворена отново за четири посещения годишно. Общественият натиск кара правителството да позволи месечни посещения от 1867 г., а от 1867 г. посещения в първата и третата събота от всеки месец (с допълнително отваряне за 1 ноември, празник на туристите) и седмични посещения през световните изложения през 1878, 1889 (с най-много посетители) и 1900 г.
Входът на катакомбите е в западния павилион на бившата „Адска порта“. След слизане по тясно спираловидно стълбище, дълго 19 метра, към тишина и мрак, нарушавани само от гъргоренето на скрит акведукт, свързан с местни извори, и след преминаването на дълъг (около 1.5 км) и извиващ се проход от измазан камък, посетителите се озовават пред скулптура, която съществува от времето, преди тази част на мините да стане костница, а именно модел на парижката крепост Port-Mahon, създаден от бивш кариерен инспектор. Скоро след това, те се озовават пред каменен портал, входът на костницата, с надписът Arrête! C'est ici l'empire de la Mort („Спрете! Това е Царството на смъртта.“)
Отвъд започват зали и тунели от внимателно наредени кости. Някои от подредбите са почти изящни, напр. черепи, подредени под формата на сърце, зазидани в рамка от пищялки; други са в кръгла зала, чиято централна колона е внимателно направена „бъчва“ от кости. Също така могат да се видят други паметници, създадени в годините преди реновацията на катакомбите, като фонтана La Samaritaine, наречен така заради добавените по-късно гравюри. Има също множество ръждиви порти, блокиращи проходите до други непосещавани части на катакомбите – много, от които са или неподновени, или твърде сложни за обичайни посещения.

### Други погребения
- Тела на жертви от бунтове на Place de Grève, Hôtel de Brienne и Rue Meslée са поставени в катакомбите на 28 и 29 август 1788 г.
- Гробницата на пазача на болница Val-de-Grâce, Филип Аспар, изгубен в катакомбите през 1793 г. и открит 11 години по-късно, се намира на мястото, където е открито тялото му.
- Стените на катакомбите са покрити с графити, най-ранните от които датират от 18. век. През 1871 г. комунари избиват група монархисти в една от залите. През Втората световна война парижки членове на френската съпротива използват тунелната система. През този период немски войници изграждат подземен бункер под Lycée Montaigne, училище в 6-и административен квартал.

## Недостатъци
Макар че катакомбите дават място за погребване на мъртвите, те представляват неудобство за сградите над тях; тъй като катакомбите са точно под парижките улици, огромни основи не могат да бъдат полагани. По тази причина няма много високи сгради в тази част на града.

## Известни погребения
Политици
- Жорж Дантон
- Жан-Батист Колбер
- Жан-Пол Марат
- Максимилиан Робеспиер
- Никола Фуке

Учени
- Антоан Лавоазие
- Блез Паскал

Писатели
- Шарл Перо
- Франсоа Рабле